# Trio Adorno
Das Trio Adorno ist ein deutsches Klaviertrio, welches sich 2003 in Hamburg gegründet hat.

## Geschichte und Aktivitäten
2003 gegründet, erhielt das Trio seine Ausbildung von bedeutenden Größen der Kammermusik. Studien mit dem Beaux Arts Trio, dem Artemis Quartett, sowie dem Alban Berg Quartett.
Das Trio wurde bei vielen renommierten Kammermusikwettbewerben mit Preisen ausgezeichnet, u. a. beim Deutschen Musikwettbewerb, der Osaka Chamber Music Competition, der Melbourne Chamber Music Competition, dem Internationalen Johannes Brahms Wettbewerb sowie als Semi-Finalist beim ARD Musikwettbewerb. Zudem wurde das Trio Adorno 2013 und 2017 in die Bundesauswahl „Konzerte Junger Künstler“ des Deutschen Musikrats aufgenommen.
Das Repertoire des Trios bildet, beginnend mit Werken von Johann Sebastian Bach über alle bedeutenden Triokomponisten der Klassik und Romantik bis hin zu Uraufführungen zeitgenössischer Komponisten, das gesamte Spektrum der Klaviertrioliteratur ab.
Das Trio Adorno ist regelmäßig zu Gast auf internationalen Festivals wie den Festspielen Mecklenburg-Vorpommern, den Ludwigsburger Schlossfestspielen, dem Oberstdorfer Musiksommer, dem Trondheim Chamber Music Festival, sowie bei Konzerten in ganz Europa, Nord- und Mittelamerika, Asien und Australien.
2022 erschien die CD In the shadow („Eine Entdeckung“, Wiener Zeitung) mit Werken von Wolfgang Amadeus Mozart, Bohuslav Martinů und Felix Mendelssohn Bartholdy beim Label arcantus.
Das Trio Adorno übernahm 2022 die künstlerische Leitung der Kammermusikreihe Freunde der Kammermusik Quickborn e. V.
Mit seinem Namen bezieht sich das Trio Adorno auf den deutschen Musikphilosophen und großen Denker des 20. Jahrhunderts Theodor W. Adorno.

## Mitglieder
- Christoph Callies, Violine
- Samuel Selle, Violoncello
- Lion Hinnrichs, Klavier

## Diskografie
- Mozart, Martinu, Mendelssohn: Klaviertrios. CD In the shadow. arcantus, 2022